# Кокорев, Дмитрий Александрович (хоккеист)
Дмитрий Александрович Кокорев (род. 9 января 1979, Москва) — российский хоккеист, защитник. Тренер.

## Биография
Воспитанник московского «Динамо». Начинал играть за «Динамо-2» в сезоне 1994/95. 12 января 1997 года дебютировал в РХЛ в гостевом матче против саратовского «Кристалла» (1:1). Сезон 1999/2000 начал в аренде в тверском ТХК. Перед сезоном 2001/02 был отдан в аренду в ЦСКА. В дальнейшем играл за «Сибирь» (2002/03), «Спартак» Москва, «Химик» Воскресенск и «Кристалл» Электросталь (2003/04), «Витязь» Чехов (2004/05), «Витязь-2» и «Химик» (2005/06), «Зауралье» (2006), «Молот-Прикамье» (2006—2009), казахстанские клубы «Сарыарка» (2009—2012) и «Арыстан» (2012).
Работал тренером в командах «Русские витязи» (2014—2016, МХЛ), «Сарыарка» (2018, ВХЛ), «Молот-Прикамье» (2018/19, ВХЛ), «Капитан» Ступино (2019—2020). Главный тренер «Капитана» (1 декабря 2020 — 26 октября 2022). Затем перешёл в тренерский штаб клуба КХЛ «Сочи», где с 20 января 2023 года стал исполняющим обязанности главного тренера. С 1 июня — главный тренер.
В 2015—2021 годах — тренер в системе юношеских и юниорских сборных России различных возрастов, помогал Сергею Голубовичу.
Участник юниорского чемпионата Европы (1997). Победитель молодёжного чемпионата мира среди молодёжных команд 1999 года. Чемпион Суперлиги (2000).